# Сорочень
Сорочень (укр. Сорочень) — село на Украине, находится в Емильчинском районе Житомирской области.
Код КОАТУУ — 1821781404. Население по переписи 2001 года составляет 157 человек. Почтовый индекс — 11264. Телефонный код — 4149. Занимает площадь 0,104 км².

## История
Прежнее название Сорочин, немецкая колония Барашовской волости Житомирского уезда Волынской губернии. Расстояние от уездного города — 62 версты, от волости — 13. Дворов — 41, жителей — 232.
В 1873—1875 годах пресвитером немецкой баптистской церкви в Сорочине служил Иван Каргель. В 1881 году численность этой церкви превысила 700 человек.
В селе в 1906—1910 годах построена немецкая церковь.

## Адрес местного совета
11263, Житомирская область, Емильчинский р-н, с.Буда-Бобрица